# アメリア・オズボーン (カーマーゼン侯爵夫人)
カーマーゼン侯爵夫人アメリア・オズボーン（英語: Amelia Osborne, Marchioness of Carmarthen、1754年10月12日 - 1784年1月27日）は、イギリスの貴族。

## 生涯
第4代ホルダーネス伯爵ロバート・ダーシーとメアリー・ダブレット（Mary Doublet、1801年10月13日没、フランシス・ダブレットの娘）との長女として誕生した。肖像画家フランソワ＝ユベール・ドルーエは1764年頃に彼女を題材とする肖像画を手がけた。1773年にリーズ公爵家嫡男のカーマーゼン侯爵フランシス・オズボーン（のち第5代リーズ公爵）と結婚した。
1778年5月16日に父の死去に伴って、2つのイングランド男爵位（ネイスのダーシー男爵位及びコンヤーズ男爵位）を継承した。同時にポルトガル貴族爵位のメルトラ伯爵位も併せて相続した。
その翌年の1779年5月の議会法に基づいて、カーマーゼン侯爵と離婚した。その理由は、侯爵の不在時にグローヴナー・スクエアの自宅を訪ねたジョン・バイロン（詩人ジョージ・バイロンの実父）と逢瀬を重ねたからといわれており、アメリアはその年の6月にバイロンと再婚している。
1784年に29歳で死去、ホーンビー(Hornby)に埋葬された。爵位は長男ジョージが継承した。

## 家族
1773年11月29日にカーマーゼン侯爵フランシス・オズボーンと結婚して、二男一女をもうけた。
- 第1子（長男）ジョージ・オズボーン（1775年7月21日 - 1838年7月10日）- 第6代リーズ公爵
- 第2子（長女）メアリー・ヘンリエッタ・ジュリアナ・オズボーン（英語版）（1776年9月7日 - 1862年10月21日）- 1801年に第2代チチェスター伯爵と結婚、子あり。
- 第3子（次男）フランシス・オズボーン（英語版）（1777年10月18日 - 1850年2月15日）- 初代ゴドルフィン男爵、エリザベス・イーデンと結婚して子あり。

1779年6月1日にジョン・バイロンと再婚して、一女をもうけた。
- オーガスタ・マリア・バイロン（1783年1月26日 - 1851年10月12日）- 1807年にジョージ・リーと結婚、子あり。

### 註釈
1. ↑  ロココ様式と新古典様式の過渡期に活躍したフランスの肖像画家。ルイ15世期の宮廷画家で、上流階級層を顧客としていた[4]。